# Lara Dhondt
Lara Dhondt (1979), beter bekend onder het pseudoniem Lara Wolfsmelk, is een Belgische zangeres en drumster die onder meer actief was bij de rockgroep De Bossen.

## Levensloop
Op 15-jarige leeftijd (in 1994) begon ze te spelen bij De Bossen als drumster. Samen brengen ze de EP Big Bang Machine die de bescheiden radiohit Speed Queen opleverde. In juni 1998 bracht de groep hun debuutalbum The Girl Collection uit. In mei 2000 volgde het tweede album Feel the Beat, met daarop het nummer Diver! (2000).
In 2005 nam ze deel aan het muziektheaterstuk Rollende Roadshow als uitvoerend muzikant. De voorstelling was te zien in de Rotterdamse Schouwburg. Datzelfde jaar werkte ze mee aan het album Mascotte, waarop ze de zang en percussie op zich nam. Het album bevatte met Jackie Brown een versie van het bekende Frank Zappa-nummer Bobby Brown.
In 2006 werd de stilte rond De Bossen verbroken met de release van hun nieuwe album Boy Trouble. Dit album bevatte onder andere het nummer Torture Museum.

## Discografie[6]

### Albums
- De Bossen - The Girl Collection (Kinky Star, 1998)
- De Bossen - Feel The Beating (The Twilight Bark, 2000)
- Mascotte - Mascotte (2005)[7]
- De Bossen - Boy Trouble (The Twilight Bark, 2006)

### EP
- De Bossen - Big Bang Machine (Kinky Star, 1997)

### Singles
- De Bossen - Diver! (The Twilight Bark, 2000)
- De Bossen - Speed Queen Remixes (Kinky Star, 2007)
- De Bossen - G-Shirt (Kinky Star, 2007)